# Leichtathletik-Weltmeisterschaften 2013/Teilnehmer (Singapur)
| Gelbes Symbol für Goldmedaillen mit stilisierten Olympischen Ringen | Graues Symbol für Silbermedaillen mit stilisierten Olympischen Ringen | Braundes Symbol für Bronzemedaillen mit stilisierten Olympischen Ringen |
| ------------------------------------------------------------------- | --------------------------------------------------------------------- | ----------------------------------------------------------------------- |
| —                                                                   | —                                                                     | —                                                                       |

Der Leichtathletik-Verband aus Singapur stellte einen Teilnehmer bei den Leichtathletik-Weltmeisterschaften 2013 in der russischen Hauptstadt Moskau.

## Ergebnisse

### Männer

#### Laufdisziplinen
| Calvin Kang Li Loong | 100 m | 10,52 s | 5 | 10,66 s | 50 | nicht qualifiziert | nicht qualifiziert | nicht qualifiziert | nicht qualifiziert | nicht qualifiziert | nicht qualifiziert |